# Annalisa (Sängerin)

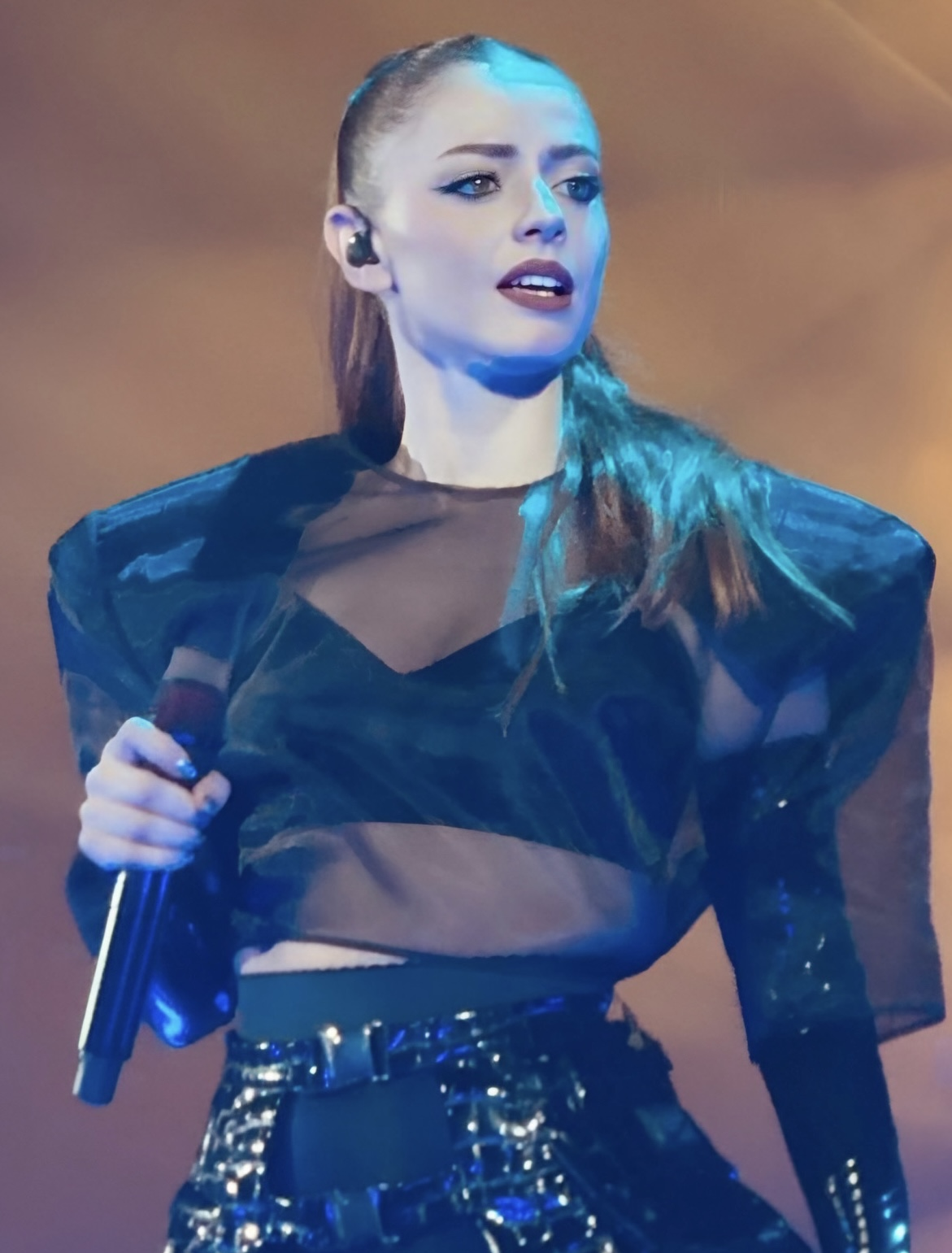
Annalisa (2023)

Annalisa (* 5. August 1985 in Savona als Annalisa Scarrone) ist eine italienische Popsängerin. Mit einem zweiten Platz bei der Castingshow Amici di Maria De Filippi 2011 und sechs Teilnahmen am Sanremo-Festival wurde sie einem breiteren Publikum bekannt.

## Werdegang
Scarrone wuchs in Carcare auf. Nach einer Vielzahl musikalischer Erfahrungen und einem Studienabschluss in Physik nahm sie 2010 an der zehnten Ausgabe der Castingshow Amici di Maria De Filippi teil, in der sie hinter Virginio Simonelli auf dem zweiten Platz der Gesangskategorie landete. Außerdem wurde ihr der Kritikerpreis zuerkannt. Im Anschluss veröffentlichte sie ihr erstes Album Nali, das auch ihre Beiträge aus der Castingshow enthielt. Schon im nächsten Jahr erschien das Album Mentre tutto cambia, dem die Single Senza riserva voranging.
Im Jahr 2013 nahm Annalisa erstmals am Sanremo-Festival teil. Mit Scintille gelangte sie ins Finale, erreichte schließlich aber lediglich den neunten Platz. Gleichzeitig erschien ihr drittes Album Non so ballare. Nach mehreren Singleveröffentlichungen gab die Sängerin ihre Teilnahme am Sanremo-Festival 2015 bekannt. Dort erreichte sie mit Una finestra tra le stelle den vierten Platz. Wiederum erschien im Anschluss das neue Album, Splende, das von Francesco Silvestre produziert wurde.
Im Jahr darauf nahm sie erneut am Sanremo-Festival teil und erreichte mit Il diluvio universale Platz elf. Das Lied war auf dem Album Se avessi un cuore enthalten. 2017 veröffentlichte Annalisa zusammen mit Benji & Fede das Lied Tutto per una ragione, das sich zum Sommerhit in Italien entwickelte. Nach diesem Erfolg kehrte sie 2018 nach Sanremo zurück und erreichte mit Il mondo prima di te den dritten Platz. Auch das zugehörige Album Bye Bye war ein großer Erfolg. Bei den MTV Europe Music Awards 2018 gewann sie in der Kategorie Best Italian Act. 2020 erschien das Album Nuda.
Beim Sanremo-Festival 2021 präsentierte Annalisa das Lied Dieci und erreichte Platz sieben. Im Sommer dieses Jahres hatte sie mit Movimento lento (zusammen mit Federico Rossi) erneut einen Sommerhit. 2022 wiederholte sie dies mit Tropicana im Duett mit Boomdabash. Im September 2022 erschien die Single Bellissima, die sich schnell zu Annalisas bis dahin größtem Hit entwickelte. Die Nachfolgesingle Mon amour wurde 2023 der erste Nummer-eins-Hit der Sängerin. Nach einem weiteren Sommerhit mit Disco Paradise (zusammen mit Fedez und Articolo 31) erreichte auch ihr Album E poi siamo finiti nel vortice die Chartspitze. Beim Sanremo-Festival 2024 erreichte sie mit Sinceramente den dritten Platz.
Der Asteroid (20014) Annalisa wurde am 20. Mai 2024 nach ihr benannt.

## Diskografie

### Alben
| Jahr | Titel Musiklabel                                  | Höchstplatzierung, Gesamtwochen, AuszeichnungChartplatzierungen (Jahr, Titel, Musiklabel, Platzierungen, Wochen, Auszeichnungen, Anmerkungen) | Höchstplatzierung, Gesamtwochen, AuszeichnungChartplatzierungen (Jahr, Titel, Musiklabel, Platzierungen, Wochen, Auszeichnungen, Anmerkungen) | Anmerkungen                                                  |
| Jahr | Titel Musiklabel                                  | IT | CH | Anmerkungen                                                  |
| ---- | ------------------------------------------------- | --- | --- | ------------------------------------------------------------ |
| 2011 | Nali Warner Bros. Records (WMG)                   | IT2 Platin · (31 Wo.)IT | — | Erstveröffentlichung: 4. März 2011 Verkäufe: + 60.000        |
| 2012 | Mentre tutto cambia Warner Bros. Records (WMG)    | IT9 (23 Wo.)IT | — | Erstveröffentlichung: 27. März 2012                          |
| 2013 | Non so ballare Warner Bros. Records (WMG)         | IT6 (15 Wo.)IT | — | Erstveröffentlichung: 14. Februar 2013                       |
| 2015 | Splende Warner Bros. Records (WMG)                | IT7 Gold · (24 Wo.)IT | — | Erstveröffentlichung: 12. Februar 2015 Verkäufe: + 25.000    |
| 2016 | Se avessi un cuore Warner Bros. Records (WMG)     | IT5 Gold · (20 Wo.)IT | CH91 (1 Wo.)CH | Erstveröffentlichung: 20. Mai 2016 Verkäufe: + 25.000        |
| 2018 | Bye Bye Warner Bros. Records (WMG)                | IT2 Platin · (46 Wo.)IT | CH92 (1 Wo.)CH | Erstveröffentlichung: 16. Februar 2018 Verkäufe: + 50.000    |
| 2020 | Nuda Warner Records (WMG)                         | IT2 Platin · (57 Wo.)IT | — | Erstveröffentlichung: 18. September 2020 Verkäufe: + 50.000  |
| 2023 | E poi siamo finiti nel vortice Warner Italy (WMG) | IT1 ×3Dreifachplatin · (… Wo.)IT | CH42 (1 Wo.)CH | Erstveröffentlichung: 29. September 2023 Verkäufe: + 150.000 |

### Singles
| Jahr | Titel Album                                 | Höchstplatzierung, Gesamtwochen, AuszeichnungChartplatzierungen (Jahr, Titel, Album, Platzierungen, Wochen, Auszeichnungen, Anmerkungen) | Höchstplatzierung, Gesamtwochen, AuszeichnungChartplatzierungen (Jahr, Titel, Album, Platzierungen, Wochen, Auszeichnungen, Anmerkungen) | Anmerkungen                                                                                           |
| Jahr | Titel Album                                 | IT | CH | Anmerkungen                                                                                           |
| --- | ------------------------------------------- | --- | --- | --- |
| 2011 | Inverno Nali                                | IT40 (5 Wo.)IT | — | |
| 2011 | Brividi Nali                                | IT46 (2 Wo.)IT | — | |
| 2011 | Diamante lei e luce lui Nali                | IT9 Gold · (31 Wo.)IT | — | Erstveröffentlichung: 7. März 2011 Verkäufe: + 15.000                                                 |
| 2011 | Questo bellissimo gioco Nali                | IT5 (7 Wo.)IT | — | |
| 2011 | Solo Nali                                   | IT59 (2 Wo.)IT | — | |
| 2011 | Mi sei scoppiato dentro il cuore Nali       | IT54 (2 Wo.)IT | — | Coverversion, Original von Mina                                                                       |
| 2012 | Senza riserva Mentre tutto cambia           | IT8 Platin · (21 Wo.)IT | — | Erstveröffentlichung: 16. März 2012 Verkäufe: + 30.000                                                |
| 2012 | It’s Oh So Quiet –                          | IT61 (1 Wo.)IT | — | Coverversion, Original von Björk                                                                      |
| 2012 | Ma che freddo fa –                          | IT81 (1 Wo.)IT | — | Coverversion, Original von Nada                                                                       |
| 2012 | Why –                                       | IT73 (1 Wo.)IT | — | Coverversion, Original von Annie Lennox                                                               |
| 2013 | Pirati –                                    | IT78 (1 Wo.)IT | — | Erstveröffentlichung: 11. Januar 2013 aus dem italienischen Soundtrack zu Ice Age 4 – Voll verschoben |
| 2013 | Scintille Non so ballare                    | IT14 (8 Wo.)IT | — | Erstveröffentlichung: 14. Februar 2013                                                                |
| 2013 | Alice e il blu Non so ballare               | IT79 (1 Wo.)IT | — | Erstveröffentlichung: 12. April 2013                                                                  |
| 2014 | Sento solo il presente Splende              | IT7 Gold · (17 Wo.)IT | — | Erstveröffentlichung: 5. Mai 2014 Verkäufe: + 15.000                                                  |
| 2014 | L’ultimo addio Splende                      | IT27 Gold · (10 Wo.)IT | — | Erstveröffentlichung: 19. September 2014 Verkäufe: + 25.000                                           |
| 2015 | Una finestra tra le stelle Splende          | IT5 Platin · (15 Wo.)IT | — | Erstveröffentlichung: 11. Februar 2015 Verkäufe: + 50.000                                             |
| 2015 | Vincerò Splende                             | IT52 Gold · (16 Wo.)IT | — | Erstveröffentlichung: 15. Mai 2015 Verkäufe: + 25.000                                                 |
| 2015 | Splende                                     | IT24 Gold · (11 Wo.)IT | — | Erstveröffentlichung: 18. September 2015 Verkäufe: + 25.000                                           |
| 2016 | Il diluvio universale Se avessi un cuore    | IT25 (6 Wo.)IT | — | Erstveröffentlichung: 9. Februar 2016                                                                 |
| 2016 | Se avessi un cuore                          | IT50 (4 Wo.)IT | — | Erstveröffentlichung: 15. April 2016                                                                  |
| 2018 | Il mondo prima di te Bye Bye                | IT3 Platin · (17 Wo.)IT | CH71 (1 Wo.)CH | Erstveröffentlichung: 6. Februar 2017 Verkäufe: + 50.000                                              |
| 2018 | Bye Bye                                     | IT41 Platin · (14 Wo.)IT | — | Erstveröffentlichung: 20. April 2018 Verkäufe: + 50.000                                               |
| 2018 | Un domani Bye Bye                           | IT36 Platin · (19 Wo.)IT | — | Erstveröffentlichung: 24. August 2018 Verkäufe: + 50.000; feat. Mr. Rain                              |
| 2019 | Vento sulla luna Nuda                       | IT74 (1 Wo.)IT | — | Erstveröffentlichung: 29. November 2019 feat. Rkomi                                                   |
| 2020 | Houseparty Nuda                             | IT73 Gold · (1 Wo.)IT | — | Erstveröffentlichung: 15. April 2020 Verkäufe: + 35.000                                               |
| 2020 | Tsunami Nuda                                | IT83 Gold · (1 Wo.)IT | — | Erstveröffentlichung: 4. September 2020 Verkäufe: + 35.000                                            |
| 2021 | Dieci Nuda (Nuda10 edition)                 | IT7 ×2Doppelplatin · (16 Wo.)IT | — | Erstveröffentlichung: 3. März 2021 Verkäufe: + 140.000; Beitrag zum Sanremo-Festival 2021             |
| 2021 | Movimento lento Nuda (Nuda10 edition)       | IT8 ×3Dreifachplatin · (25 Wo.)IT | — | Erstveröffentlichung: 28. Mai 2021 Verkäufe: + 300.000; feat. Federico Rossi                          |
| 2022 | Bellissima E poi siamo finiti nel vortice   | IT7 ×5Fünffachplatin · (78 Wo.)IT | CH96 (1 Wo.)CH | Erstveröffentlichung: 2. September 2022 Verkäufe: + 500.000                                           |
| 2023 | Mon amour E poi siamo finiti nel vortice    | IT1 ×6Sechsfachplatin · (… Wo.)IT | — | Erstveröffentlichung: 31. März 2023 Verkäufe: + 600.000                                               |
| 2023 | Disco Paradise –                            | IT3 ×5Fünffachplatin · (49 Wo.)IT | CH88 (2 Wo.)CH | Erstveröffentlichung: 25. Mai 2023 Verkäufe: + 500.000; mit Fedez & Articolo 31                       |
| 2023 | Ragazza sola E poi siamo finiti nel vortice | IT21 Platin · (22 Wo.)IT | — | Erstveröffentlichung: 8. September 2023 Verkäufe: + 100.000                                           |
| 2023 | Christmas (Baby Please Come Home) –         | IT10 Gold · (6 Wo.)IT | — | Erstveröffentlichung: 17. November 2023 Verkäufe: + 50.000; exklusiv über Amazon Music veröffentlicht |
| 2024 | Sinceramente E poi siamo finiti nel vortice | IT2 ×4Vierfachplatin · (45 Wo.)IT | CH6 (7 Wo.)CH | Erstveröffentlichung: 7. Februar 2024 Verkäufe: + 400.000; Beitrag zum Sanremo-Festival 2024          |
| 2025 | Maschio –                                   | IT9 Gold · (… Wo.)IT | — | Erstveröffentlichung: 8. Mai 2025 Verkäufe: + 100.000                                                 |
| Folgende Lieder erschienen nicht als Single, wurden aber durch das Album zum Download und Streaming bereitgestellt und konnten somit eine Platzierung erlangen: |                                             | | | |
| |                                             | | | |
| 2013 | Non so ballare                              | IT44 (1 Wo.)IT | — | |
| 2023 | Euforia E poi siamo finiti nel vortice      | IT19 Platin · (14 Wo.)IT | — | Verkäufe: + 100.000                                                                                   |

Weitere Singles
- 2011: Giorno per giorno
- 2012: Tra due minuti è primavera
- 2012: Per una notte o per sempre
- 2013: A modo mio amo
- 2013: Direzione la vita – IT: Platin (50.000+)
- 2014: Tutto sommato (nur in den Niederlanden als Single veröffentlicht)
- 2016: Used to You

### Gastbeiträge
| Jahr | Titel Album                              | Höchstplatzierung, Gesamtwochen, AuszeichnungChartplatzierungen (Jahr, Titel, Album, Platzierungen, Wochen, Auszeichnungen, Anmerkungen) | Höchstplatzierung, Gesamtwochen, AuszeichnungChartplatzierungen (Jahr, Titel, Album, Platzierungen, Wochen, Auszeichnungen, Anmerkungen) | Anmerkungen                                                                               |
| Jahr | Titel Album                              | IT | CH | Anmerkungen                                                                               |
| --- | ---------------------------------------- | --- | --- | ----------------------------------------------------------------------------------------- |
| 2014 | Dimenticare (mai) Alex - Sanremo Edition | IT74 Gold · (3 Wo.)IT | — | Erstveröffentlichung: 9. Dezember 2014 Verkäufe: + 25.000; Raige feat. Annalisa           |
| 2017 | Tutto per una ragione 0+                 | IT9 ×3Dreifachplatin · (23 Wo.)IT | — | Erstveröffentlichung: 12. Mai 2017 Verkäufe: + 150.000; Benji & Fede feat. Annalisa       |
| 2021 | San Lorenzo Nord                         | IT53 Platin · (9 Wo.)IT | — | Erstveröffentlichung: 12. November 2020 Verkäufe: + 100.000; Alfa & Yanomi feat. Annalisa |
| 2022 | Tropicana Venduti                        | IT3 ×4Vierfachplatin · (36 Wo.)IT | CH70 (5 Wo.)CH | Erstveröffentlichung: 9. Juni 2022 Verkäufe: + 400.000; Boomdabash feat. Annalisa         |
| 2024 | Istinto animale –                        | IT29 (4 Wo.)IT | — | Erstveröffentlichung: 10. Mai 2024 Don Joe feat. Guè, Annalisa & Ernia                    |
| 2024 | Storie brevi Calmocobra                  | IT3 ×3Dreifachplatin · (51 Wo.)IT | — | Erstveröffentlichung: 4. Juni 2024 Verkäufe: + 300.000; Tananai feat. Annalisa            |
| Folgende Lieder erschienen nicht als Single, wurden aber durch das Album zum Download und Streaming bereitgestellt und konnten somit eine Platzierung erlangen: |                                          | | |                                                                                           |
| |                                          | | |                                                                                           |
| 2019 | FuckTheNoia Paranoia Airlines            | IT31 (1 Wo.)IT | — | Fedez feat. Annalisa                                                                      |
| 2020 | Sweet Dreams 1990                        | IT33 Gold · (2 Wo.)IT | — | Achille Lauro feat. Annalisa Verkäufe: + 35.000                                           |
| 2020 | Supercalifragili ReAle                   | IT84 (6 Wo.)IT | — | J-Ax feat. Annalisa & Luca di Stefano                                                     |
| 2024 | Memories Ferite                          | IT23 (2 Wo.)IT | — | Capo Plaza feat. Annalisa                                                                 |
| 2024 | Beatrice La Divina Commedia (Deluxe)     | IT1 ×2Doppelplatin · (32 Wo.)IT | — | Tedua feat. Annalisa Verkäufe: + 200.000                                                  |

## Auszeichnungen für Musikverkäufe
| Goldene Schallplatte - Polen - 2024: für die Single Disco Paradise |

Anmerkung: Auszeichnungen in Ländern aus den Charttabellen bzw. Chartboxen sind in ebendiesen zu finden.
| Land/RegionAuszeichnungen für Musikverkäufe (Land/Region, Auszeichnungen, Verkäufe, Quellen) | Gold       | Platin       | Verkäufe  | Quellen |
| -------------------------------------------------------------------------------------------- | ---------- | ------------ | --------- | ------- |
| Italien (FIMI)                                                                               | 12× Gold12 | 49× Platin49 | 4.465.000 | fimi.it |
| Polen (ZPAV)                                                                                 | Gold1      | —            | 25.000    | olis.pl |
| Insgesamt                                                                                    | 13× Gold13 | 49× Platin49 |           |         |

## Belege
1. ↑  WGSBN Bulletin Volume 4, #7
2. ↑  Chartquellen (Alben):
  - Alben von Annalisa. In: Italiancharts.com. Hung Medien, abgerufen am 14. November 2023.
  - Alben von Annalisa. In: Hitparade.ch. Hung Medien, abgerufen am 4. April 2018.
3. 1 2  Chartquellen (Singles):
  - Guido Racca & Chartitalia: Top 100 FIMI Singoli. Lulu, 2013, S. 65, 143.
  - Singles von Annalisa. In: Italiancharts.com. Hung Medien, abgerufen am 15. April 2024.
  - Archivio classifiche Top Singoli. FIMI, abgerufen am 3. Februar 2025 (italienisch).
  - Songs von Annalisa. In: Hitparade.ch. Hung Medien, abgerufen am 19. März 2024.

| Personendaten    | Personendaten                    |
| ---------------- | -------------------------------- |
| NAME             | Annalisa                         |
| ALTERNATIVNAMEN  | Scarrone, Annalisa (Geburtsname) |
| KURZBESCHREIBUNG | italienische Popsängerin         |
| GEBURTSDATUM     | 5. August 1985                   |
| GEBURTSORT       | Savona                           |